# Trinidad és Tobago himnusza
A Forged from the Love of Liberty Trinidad és Tobago nemzeti himnusza. Eredetileg a rövid életű Nyugat-indiai Föderáció (1958-1962) himnusza volt, de Trinidad és Tobago 1962-es függetlenné válásakor átvették. A dal szövegét és zenéjét Patrick S. Castagne írta.

## Szövege
| Angol | Magyar fordítás |
| --- | --- |
| Forged from the love of liberty In the fires of hope and prayer With boundless faith in our destiny We solemnly declare: Side by side we stand Islands of the blue Caribbean sea, This our native land We pledge our lives to thee. Here every creed and race find an equal place, And may God bless our nation. | A szabadság szeretetéből kovácsolták A remény és az ima tüzében Határtalan hittel a sorsunkban Ünnepélyesen kijelentjük: Egymás mellett állunk A kéklő Karib-tenger szigetein, Ez a mi szülőföldünk Neked ajánljuk életünket. Itt minden vallás és faj egyenlő helyet talál, És Isten áldja meg nemzetünket. |